# SUPERMOON (토사카 히로오미의 노래)
〈SUPERMOON〉(슈퍼문, スーパームーン)은 일본의 가수인 HIROOMI TOSAKA(토사카 히로오미)의 네 번째 싱글이며 첫 CD 싱글이다. 2019년 4월 10일에 rhythm zone에서 발매했다.

## 개요
세 번의 디지털 싱글을 내고 CD 싱글로는 첫 발매가 된다. 수록곡인 〈BLUE SAPPHIRE〉는 극장판 《명탐정 코난: 감청의 주먹》의 주제가로 사용됐다. 솔로 프로젝트로의 영화 주제가는 처음이 되며, 애니메이션에서의 EXILE TRIBE 멤버에 의한 솔로 노래로 참여하는 것도 처음이 된다.
CD는 DVD가 들어있는 초도 한정반, 애니메이션 자켓의 애니메이션반, 통상반의 세 형태로 발매됐으며 DVD에는 수록곡 〈BLUE SAPPHIRE〉의 뮤직 비디오가 수록된다. 2019년 3월 27일에는 애니메이션반의 애니메이션 자켄과 〈BLUE SAPPHIRE〉의 뮤직 비디오가 공개됐으며, 2019년 3월 29일에는 수록 내용이 공개됐다.

## 수록 내용
| #  | 제목                                   | 재생 시간 |
| -- | -------------------------------------- | --------- |
| 1. | 〈SUPERMOON〉                          |           |
| 2. | 〈BLUE SAPPHIRE〉                      |           |
| 3. | 〈UNDER THE MOONLIGHT〉                |           |
| 4. | 〈SUPERMOON〉 (Instrumental)           |           |
| 5. | 〈BLUE SAPPHIRE〉 (Instrumental)       |           |
| 6. | 〈UNDER THE MOONLIGHT〉 (Instrumental) |           |

| #  | 제목                            | 재생 시간 |
| -- | ------------------------------- | --------- |
| 1. | 〈BLUE SAPPHIRE〉 (Music Video) |           |